# كونغرس الفيفا
كونغرس الفيفا هو الهيئة التشريعية العليا للاتحاد الدولي لكرة القدم، والمعروف اخصارا بالفيفا وهي الهيئة الدولية لكرة القدم وكرة الصالات وكرة القدم الشاطئية.
قد يكون اجتماعات الكونغرس عادية أو غير عادية. مؤتمرا العادية تجتمع كل سنة، ويجوز عقد مؤتمر استثنائي من قبل اللجنة التنفيذية للفيفا في أي وقت وذلك بدعم من خمس أعضاء الفيفا. لكل واحد من 209 أعضاء الفيفا صوت واحد في المؤتمر. يمكن للأعضاء الفيفا اقتراح مرشحين لرئاسة الفيفا. وتتم الانتخابات الرئاسية للفيفا في الكونغرس في السنة التالية لكأس العالم لكرة القدم. 

## تاريخ
تم عقد كونغرس الفيفا سنويا منذ عام 1998. وعقدت أيضا في وقت سابق كل سنتين. ولم تعقد مؤتمرات بين (1915-1922) و (1939-1945) بسبب الحربين العالميتين الأولى والثانية. وقد اتخذت الانتخابات الرئاسية للفيفا في 1، 3، 12TH، 29، 30، 39، 51 والمؤتمرات 61. المؤتمر الاستثنائي لكرة القدم 1961 في لندن انتخب ستانلي راوس رئيسا.
وقد تم إجراء اجتماعا استثنائية لكونغرس الفيفا في عام 1908 (بروكسل)، 1961 (لندن)، 1999 (لوس انجليس) 2001 (بوينس آيرس) وعام 2003 (الدوحة).